# Gmina Chodecz
Die Gmina Chodecz ist eine Stadt-und-Land-Gemeinde im Powiat Włocławski der Woiwodschaft Kujawien-Pommern in Polen. Sitz der Gmina (Verwaltungseinheit) ist die gleichnamige Stadt mit etwa 1900 Einwohnern.

## Geographie

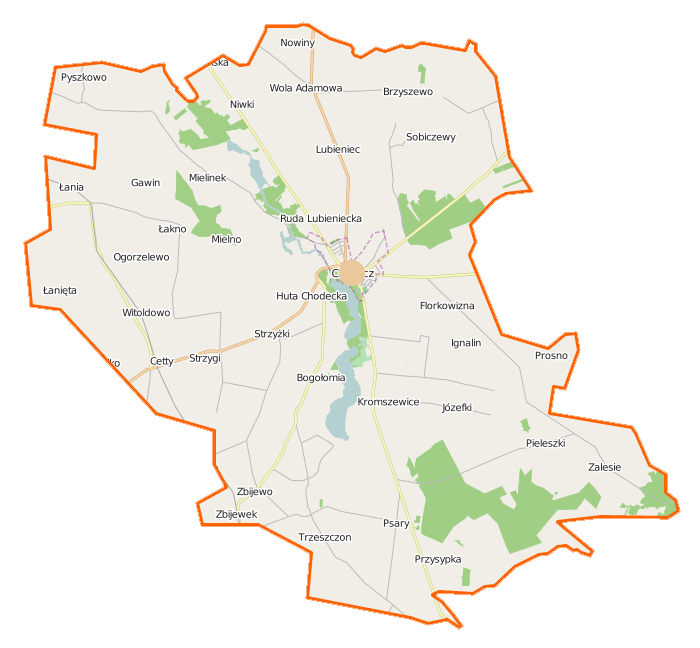
Karte der Gemeinde

Die Gemeinde liegt im Süden des Powiats und grenzt an die Woiwodschaften Großpolen und Łódź. Włocławek liegt etwa 25 Kilometer nördlich, Łódź 75 Kilometer südlich.

## Geschichte
Im Rahmen der Zweiten Teilung Polens 1793 kam das Gemeindegebiet an Preußen. Im Jahr 1919 wurde es Teil des wiederentstandenen Polen. In der Besatzungszeit (1939–1945) des Zweiten Weltkriegs erhielten die Orte deutsche Namen, die Stadt wurde in Godetz umbenannt. Noch vor Kriegsende kam das Gebiet wieder an Polen.
Die Gemeinde besteht seit 1973 bzw. 1870. Von 1954 bis 1972 bestanden auf dem heutigen Gemeindegebiet neben der Stadt einige Gromadas. Von 1975 bis 1998 gehörte die Gemeinde zur Woiwodschaft Włocławek.

## Gliederung
Die Stadt-und-Land-Gemeinde umfasst neben der Stadt Chodecz 20 Dörfer mit Schulzenämter (mit * gekennzeichnet) und 32 weitere Ortschaften und Siedlungen (Einwohnerzahlen: Stand 2004):
| polnischer Name   | deutscher Name (1943–1945) | Einwohner | polnischer Name  | deutscher Name (1943–1945) | Einwohner |
| ----------------- | -------------------------- | --------- | ---------------- | -------------------------- | --------- |
| Bogołomia         | Bogendorf                  | 50        | Nowiny           | Derweiler                  | 51        |
| Bogołomia Kolonia |                            | 14        | Ogorzelewo       | Treudorf                   | 11        |
| Brzyszewo *       | Birken                     | 471       | Pieleszki        | Kirschen                   | 111       |
| Cetty             | Zetten                     | 133       | Piotrowo         | Senden                     | 30        |
| Chodeczek *       | Godeck                     | 58        | Podgórze         | Zametschek                 | 6         |
| Florkowizna       | Florkau                    | 20        | Prosno           | Hirsen                     | 49        |
| Gawin             | Gawin                      | 42        | Przysypka *      | Schulen                    | 54        |
| Huta Chodecka     | Hütten                     | 64        | Psary *          | Treuendick                 | 134       |
| Huta Towarzystwo  |                            | 10        | Pyszkowo *       | Fehding                    | 182       |
| Ignalin           | Pappelhof                  | 153       | Ruda Lubieniecka | Rutal, Wiesental           | 121       |
| Kołatki *         | Schalldorf                 | 23        | Sadok            | Dreihöfen                  | 18        |
| Kromszewice *     | Krommsee                   | 247       | Sławęcin         | Schwanhof                  | 20        |
| Kubłowo *         | Eimern                     | 68        | Sobiczewy *      | Soben                      | 175       |
| Kubłowo Mały      |                            | 47        | Strzygi *        | Lindenhof                  | 195       |
| Łakno             | Lakno                      | 76        | Strzygi Kolonia  |                            | 52        |
| Łania *           | Lahnen                     | 114       | Strzyżki *       | Scheren                    | 65        |
| Łanięta *         | Trutzberg                  | 131       | Szczecin         | Schätzen                   | 110       |
| Lubieniec *       | Liebrode                   | 81        | Trzeszczon       | Sandhöfen                  | 78        |
| Micielno          | Mielau                     | 16        | Uklejnica        | Seeberg                    | 33        |
| Mielinek *        | Hochfeld                   | 60        | Witoldowo        | Wittelsdorf                | 34        |
| Mielno            | Mahlhof                    | 55        | Wola Adamowa *   | Wola Adamowa               | 188       |
| Mstowo *          | Flachfelde                 | 91        | Zalesie *        | Zalen                      | 121       |
| Mstowo Majątek    |                            | 58        | Zbijewo *        | Spichau                    | 152       |
| Niesiołów         | Nesiolna                   | 33        | Zieleniewo *     | Zielau                     | 71        |
| Niwki             | Kunzen                     | 45        |                  |                            |           |

## Wirtschaft
Landwirtschaftliche Nutzflächen haben einen Anteil von 82 Prozent am Gemeindegebiet, zehn Prozent werden forstwirtschaftlich genutzt. Zu den größeren landwirtschaftlichen Unternehmen gehört die Ośrodek Hodowli Zwierząt Zarodowych, die vor allem Nutztiere, wie Schweine und Kühe züchtet.

## Verkehr
Durch die Gemeinde und ihren Hauptort führt die Woiwodschaftsstraße DW269 nach Nordosten zur Europastraße 75 in Kowal und nach Südwesten zur DW270 bei Izbica Kujawska.
Zum internationalen Flughafen Łódź sind etwa 75 Kilometer in südlicher Richtung zu fahren.